# C'est arrivé près de chez vous
Ocurrió cerca de su casa (título en el mercado anglosajón Man Bites Dog; título original C'est arrivé près de chez vous) es una película de 1992 dirigida por Rémy Belvaux, André Bonzel y Benoît Poelvoorde. Es un falso documental donde un grupo de periodistas sigue la rutina de un asesino despiadado.
Participó en el Festival de Sitges de 1992, y fue galardonada con el premio a mejor película y a mejor actor (Benoît Poelvoorde).

## Argumento
Ben (Benoît Poelvoorde) es un asesino en serie ingenioso y carismático, pero también narcisista y furioso, que habla largo y tendido sobre cualquier cosa que se le ocurra, ya sea su "trabajo" como asesino, arquitectura, poesía o la música clásica que toca con su novia, una chica llamada Valerie. Un equipo de rodaje novato se une a él en sus sádicas aventuras, grabándolas para un documental. Ben los presenta a su familia y amigos y presume de haber asesinado a numerosas personas y arrojado sus cuerpos a canales y canteras. Describe fríamente la báscula que usa para asegurar que un cuerpo arrojado al agua tenga el peso adecuado.
Ben se aventura en edificios de apartamentos, explicando que es más rentable atacar a jubilados que a parejas que empiezan su vida laboral porque los jubilados son más ricos. Cumpliendo con su palabra, visita el apartamento de una mujer moribunda y logra ganarse su confianza presentándose como reportero de televisión. Luego le grita salvajemente mientras la amenaza con su arma, provocándole un infarto. A medida que su corazón se detiene gradualmente, él se alegra de que este método le haya ahorrado una bala.
Sin embargo, el equipo de rodaje no solo es cómplice silencioso de los asesinatos; poco a poco se involucra. Por ejemplo, cuando Ben irrumpe en una casa y mata a toda una familia, los miembros del equipo lo ayudan a sujetar a un chico y asfixiarlo con una almohada, todo mientras mantienen una conversación informal. Durante el rodaje, dos miembros del equipo mueren; sus muertes son posteriormente descartadas como "riesgos laborales" por uno de ellos. En el edificio abandonado que Ben usa como escondite, el equipo se encuentra con dos criminales italianos que también se esconden allí; Ben los mata antes de descubrir que también estaban siendo filmados por un equipo de documentales rival. Ben y su equipo disparan a los miembros del equipo rival mientras filman la escena.
La noche siguiente, un Ben borracho y el equipo toman como rehenes a una pareja en su propia casa: Ben retiene al tío a punta de pistola mientras el equipo viola en grupo a la mujer. A la mañana siguiente, la cámara graba desapasionadamente el resultado: la pareja ha sido apuñalada hasta la muerte. Más tarde, la novia y la familia de Ben reciben amenazas de muerte del hermano de uno de los criminales italianos que Ben había asesinado anteriormente.
Ben es hospitalizado brevemente tras perder un combate de boxeo, y su entrenador le confiesa a la cámara que ha sido inconsistente con su entrenamiento. La violencia de Ben se vuelve cada vez más descontrolada hasta que mata a su entrenador de boxeo delante de su novia y sus amigas en su fiesta de cumpleaños. Manchados de sangre, los invitados actúan como si nada hubiera pasado y siguen ofreciendo regalos. Ben, cuyo cuello aún está frágil por su accidente de boxeo, ordena al equipo de rodaje que se deshaga del cuerpo.
Ben es arrestado, juzgado en el juzgado por ciertos asesinatos y llevado a prisión. Después de un tiempo, escapa y contacta de nuevo con el equipo de rodaje para pedirles ayuda en su huida. Mientras tanto, los criminales italianos comienzan a vengarse. Descubre que su novia Valerie ha sido asesinada, y luego que sus padres han corrido la misma suerte, lo que lo impulsa a irse. Ben va con el equipo de filmación a uno de sus escondites para recuperar algunas pertenencias, pero mientras recita un poema, un pistolero fuera de cámara lo mata repentinamente a tiros. Este a su vez ataca a los miembros del equipo, quienes son abatidos a tiros uno por uno. La cámara se cae, pero sigue grabando, y la película termina con la muerte del técnico de sonido que huye.

## Reparto
- Benoît Poelvoorde: Ben
- Rémy Belvaux: Rémy (reportero)
- André Bonzel: André (cámara)
- Jacqueline Poelvoorde-Pappaert: madre de Ben
- Nelly Pappaert: abuela de Ben
- Hector Pappaert: abuelo de Ben
- Jenny Drye: Jenny
- Malou Madou: Malou
- Willy Vandenbroeck: Boby
- Rachel Deman: Mamie Tromblon
- André Laime: hombre moribundo
- Edith Lemerdy: enfermera
- Sylviane Godé: mujer violada (Martine)
- Zoltan Tobolik: marido de la mujer violada
- Valérie Parent: Valérie
- Alexandra Fandango: Kalifa
- Riccardo Cotica: niño ahogado
- Olivier Cotica: Bénichou (hijos de Kalifa - Ben pone en duda su paternidad)
- Jean-Marc Chenut: Patrick (técnico de sonido n.º 1)
- Alain Oppezzi: Franco (técnico de sonido n.º 2)
- Vincent Tavier: Vincent (técnico de sonido n.º 3)